# Friedrich Hofmann
Friedrich Hofmann, född den 18 april 1813 i Koburg, död den 14 augusti 1888 i Ilmenau, var en tysk skriftställare.
Hofmann var 1841–55 medarbetare i Meyers konversationslexikon, blev 1858 redaktör av "Paynes panorama des wissens und der gewerbe" och 1883 av "Gartenlaube". 
Hofmann utgav en mängd folk- och barnskrifter. Ett urval av hans dikter, Vor fünfundfünfzig jahren, utkom 1886. Hans minnesvård är rest i Ilmenau.